# 이제석
이제석(1982년 10월 1일~)은 대한민국의 광고 제작자로 이제석 광고연구소의 대표이다. 대구에서 출생했다. 타칭 '광고천재'라는 수식어를 사용한다.

## 학력
- 협성중학교
- 계명대학교 시각디자인학 학사
- 스쿨 오브 비주얼 아트(School of Visual Arts/SVA) 광고디자인학 학사
- 예일대학교 그래픽디자인 석사

## 경력
- JWT(J. Walter Thompson)
- BBDO
- FCB
- 이제석 광고연구소 대표

## 저서
- 《광고천재 이제석》,학고재, 2010, ISBN 9788956251073

## 수상
- 2009 세상을 밝게 만든 사람들 올해의 인물 부문리
- 2011 올해의 광고인[1]
- 2011 서울AP클럽 올해의 광고상[2]
- 뉴욕 원쇼 페스티벌 최우수상
- 클리오 어워드 동상
- 미국 에디어워드 금상